# Вейнсфілд (Огайо)
Вейнсфілд (англ. Waynesfield) — селище (англ. village) в США, в окрузі Оґлез штату Огайо. Населення — 749 осіб (2020).

## Географія
Вейнсфілд розташований за координатами 40°36′9″ пн. ш. 83°58′24″ зх. д. / 40.60250° пн. ш. 83.97333° зх. д. (40.602425, -83.973359).  За даними Бюро перепису населення США в 2010 році селище мало площу 1,92 км², уся площа — суходіл.

## Демографія
Згідно з переписом 2010 року, у селищі мешкало 847 осіб у 309 домогосподарствах у складі 218 родин. Густота населення становила 442 особи/км².  Було 350 помешкань (183/км²).
Расовий склад населення:
| - 97,8 % — білих - 0,6 % — чорних або афроамериканців - 0,2 % — корінних американців - 0,1 % — азіатів |

До двох чи більше рас належало 0,6 %. Частка іспаномовних становила 2,1 % від усіх жителів.
За віковим діапазоном населення розподілялося таким чином: 31,4 % — особи молодші 18 років, 57,9 % — особи у віці 18—64 років, 10,7 % — особи у віці 65 років та старші. Медіана віку мешканця становила 33,5 року. На 100 осіб жіночої статі у селищі припадало 92,1 чоловіків;  на 100 жінок у віці від 18 років та старших — 88,0 чоловіків також старших 18 років.
Середній дохід на одне домашнє господарство  становив 67 529 доларів США (медіана — 54 063), а середній дохід на одну сім'ю — 83 168 доларів (медіана — 66 250). Медіана доходів становила 41 544 долари для чоловіків та 40 125 доларів для жінок. За межею бідності перебувало 7,2 % осіб, у тому числі 3,9 % дітей у віці до 18 років та 14,8 % осіб у віці 65 років та старших.
Цивільне працевлаштоване населення становило 400 осіб. Основні галузі зайнятості: виробництво — 33,3 %, освіта, охорона здоров'я та соціальна допомога — 18,5 %, роздрібна торгівля — 12,5 %, науковці, спеціалісти, менеджери — 8,0 %.